# 合浦公園

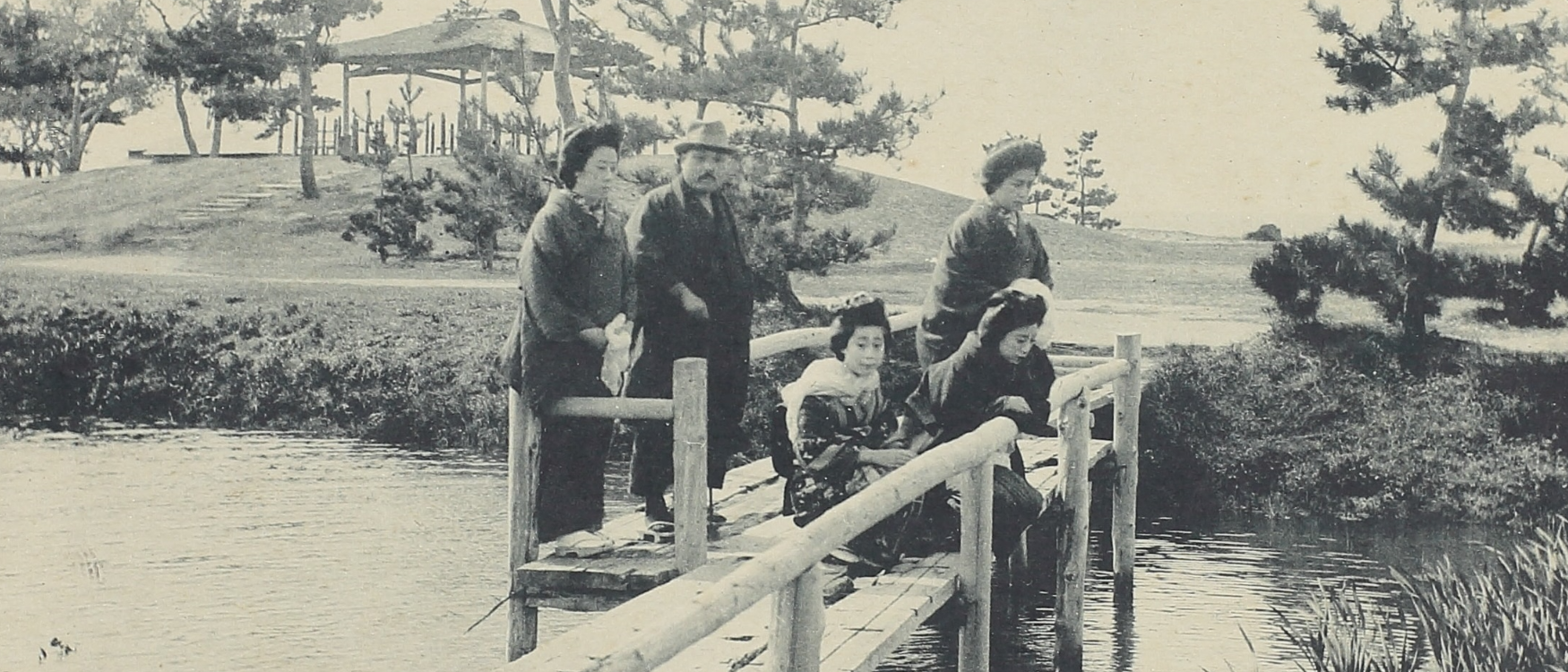
合浦公園の絵葉書「青森県立図書館デジタルアーカイブ」より

合浦公園（がっぽこうえん）は、青森県青森市中心部から東部に位置する青森市立の都市公園（総合公園）。青森県で最も古い公園である。園内には青森市営野球場がある。

## 概要
青森市を代表する総合公園で、多目的広場、野球場、庭球場、遊具広場、小動物舎などがある。公園中央部の「三譽の松」は歴代津軽藩主が領内を巡視する際に野宴を催し酒を献上した場所と伝えられている。陸奥湾に面しており、夏には海水浴場が開設される。また秋の紅葉でも知られる。積雪期は青森市歩くスキーコースが開設され、用具の無料貸し出しも行っている。
- 敷地面積 17ヘクタール
- 桜の本数 648本（ソメイヨシノ585本、シダレザクラ25本、オオヤマザクラ1本、その他の桜37本）[2]
- 松の本数 731本（クロマツ654本、アカマツ77本）[2]

このほか公園内には約30の石碑がある（啄木歌碑、工藤卓爾君之頌徳之碑など）。

## 沿革
- 1880年：旧弘前藩の庭師、水原衛作（旧姓・柿崎）が公園の造成を計画する[2]。
- 1881年：青森県令・山田秀典らの援助により公園造成に着手[2]。
- 1882年：青森県令・山田秀典が急死し、造園資金の募金が滞ったため、水原家が園地に移住して荒地を切り開く[2]。
- 1885年：衛作、公園建設の過労がもとで死去[2]。弟の柿崎巳十郎が引き継ぐ[2]。
- 1894年：公園が完成し、青森町（現在の青森市）に寄付される[2]。
- 1924年1月：付近に浪打駅開業。
- 1945年：青森大空襲により近くにあった青森中学校（現在の青森県立青森高等学校）が焼失。戦後敷地を編入する。敗戦後しばらくの間は駐留軍に一部が接収された。
- 1948年：旧青森中学校跡地を合浦公園の一部として都市計画が決定される[2]。
- 1950年：青森市営球場開場。青森競輪場開場。
- 1954年12月9日：米軍から公園返還[3]
- 1968年7月：東北本線ルート変更により浪打駅廃止。
- 1977年9月3日：国民体育大会出席のために来県した昭和天皇が競輪場に行幸[4]。
- 1982年：青森競輪場移設。跡地は広場になる。
- 1989年7月28日：日本の都市公園100選に選出される[2]。
- 1994年：公園の完成百周年を記念し、水原衛作、柿崎巳十郎兄弟の像が設立される。

## 青森春まつり
毎年春には青森市西部の野木和公園とともに青森春まつりが行われている。2005年の開催期間は4月29日から5月8日（野木和公園は5日）までで、合計で約20万人（合浦公園15万人、野木和公園5万人）の人出であった。

## 合浦公園海水浴場
砂浜は夏に一般に開放され、多くの海水浴客で賑わっている。昔は自然に公園周辺に美しい砂浜が続いていたが、戦後になると周辺の水質汚濁や利用客の増加などのためか、砂浜にはだんだんと泥がたまるようになっていった。砂浜の保全のため、過去二度にわたり海岸環境整備事業を実施しているが、砂浜が保全されているのは公園の部分の、それも海岸に近い部分のみに限定されている（周辺の海岸はコンクリートで固められている）。2005年の遊泳期間は7月22日から8月23日であった。

## 三譽の松

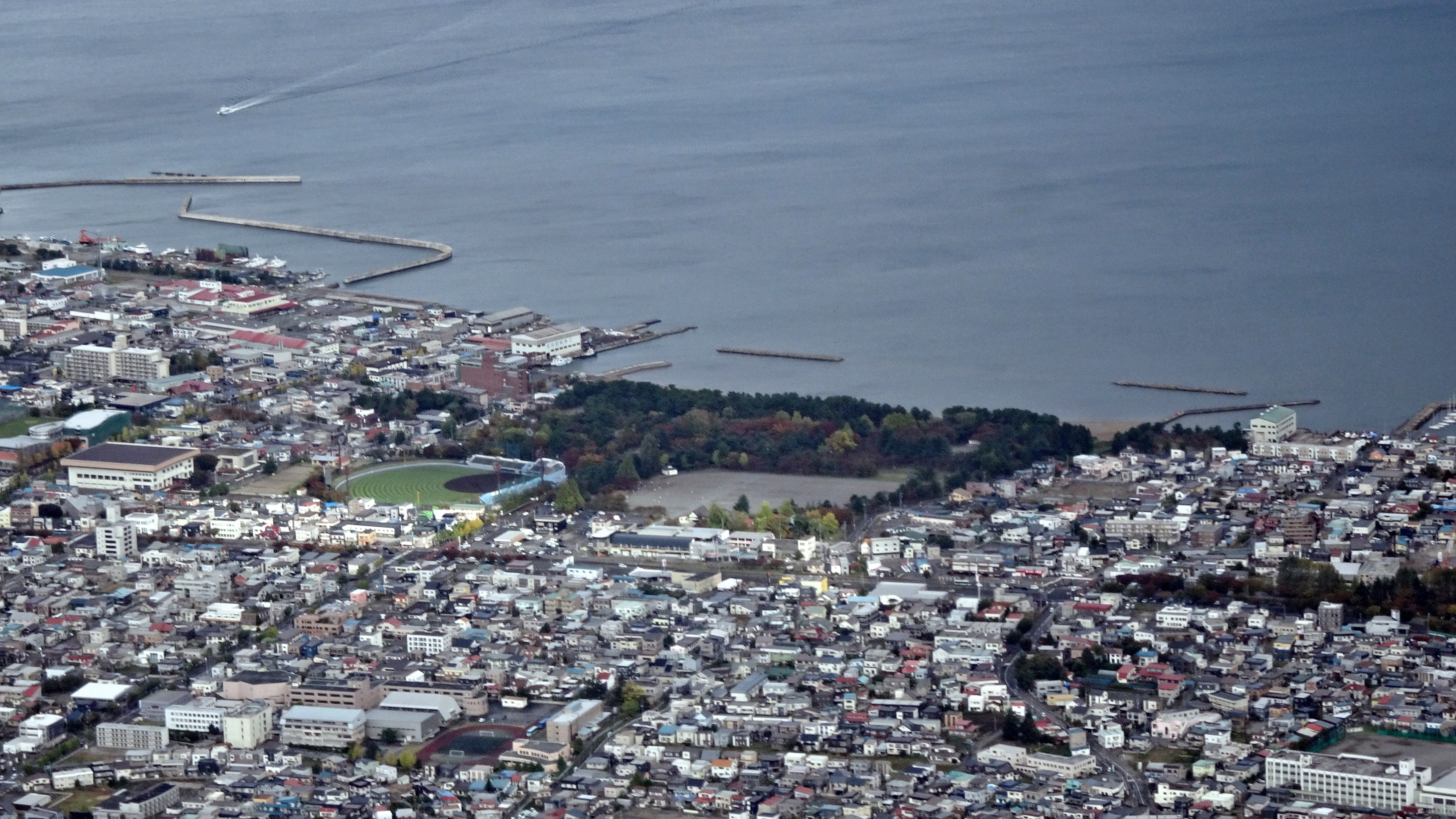
合浦公園を空撮

樹齢460年以上と言われる傘型の黒松で、市文化財として天然記念物に指定されている。現在の公園敷地の中央部に位置し、公園を東西に貫く歩道（旧奥州街道）の脇にある。歴代の弘前藩主が地方巡見の際にこの松の下で酒宴を催し、藩主自ら酒を献上したと言われている。1991年の台風19号（りんご台風）により、大枝を損傷し切除したため、かつてに比べると容姿は損なわれているとも言われるが、今なお公園を代表する老松であることに変わりはない。

## アクセス
- 青森市営バス
  - 県病・原別・浅虫・戸山方面線「合浦公園前」下車、徒歩3分。
- 弘南バス
  - 五所川原線・黒石線「合浦公園前」下車、徒歩3分。
- 十鉄バス
  - 十和田市線「岡造道一丁目」下車、徒歩5分。
- 下北交通
  - 青森線「合浦公園口」下車、徒歩3分。